# Sunset Village
Sunset Village é uma Região censo-designada localizada no estado americano de Geórgia, no Condado de Upson.

## Demografia
Segundo o censo americano de 2000, a sua população era de 871 habitantes.

## Geografia
De acordo com o United States Census Bureau tem uma área de 12,9 km², dos quais 12,8 km² cobertos por terra e 0,1 km² cobertos por água. Sunset Village localiza-se a aproximadamente 245 m acima do nível do mar.

## Localidades na vizinhança
O diagrama seguinte representa as localidades num raio de 20 km ao redor de Sunset Village.